# Eirodziesma

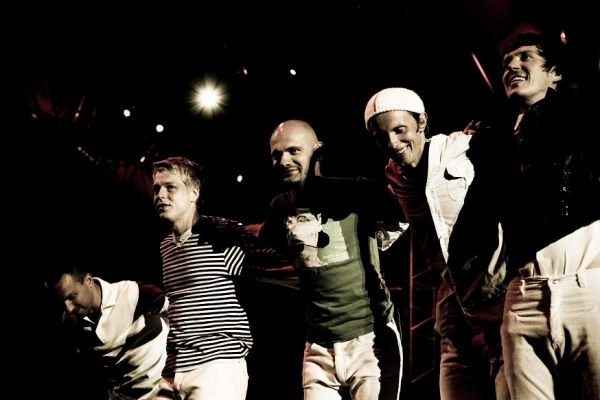
Brainstorm, ganadores del primer Eirodziesma.

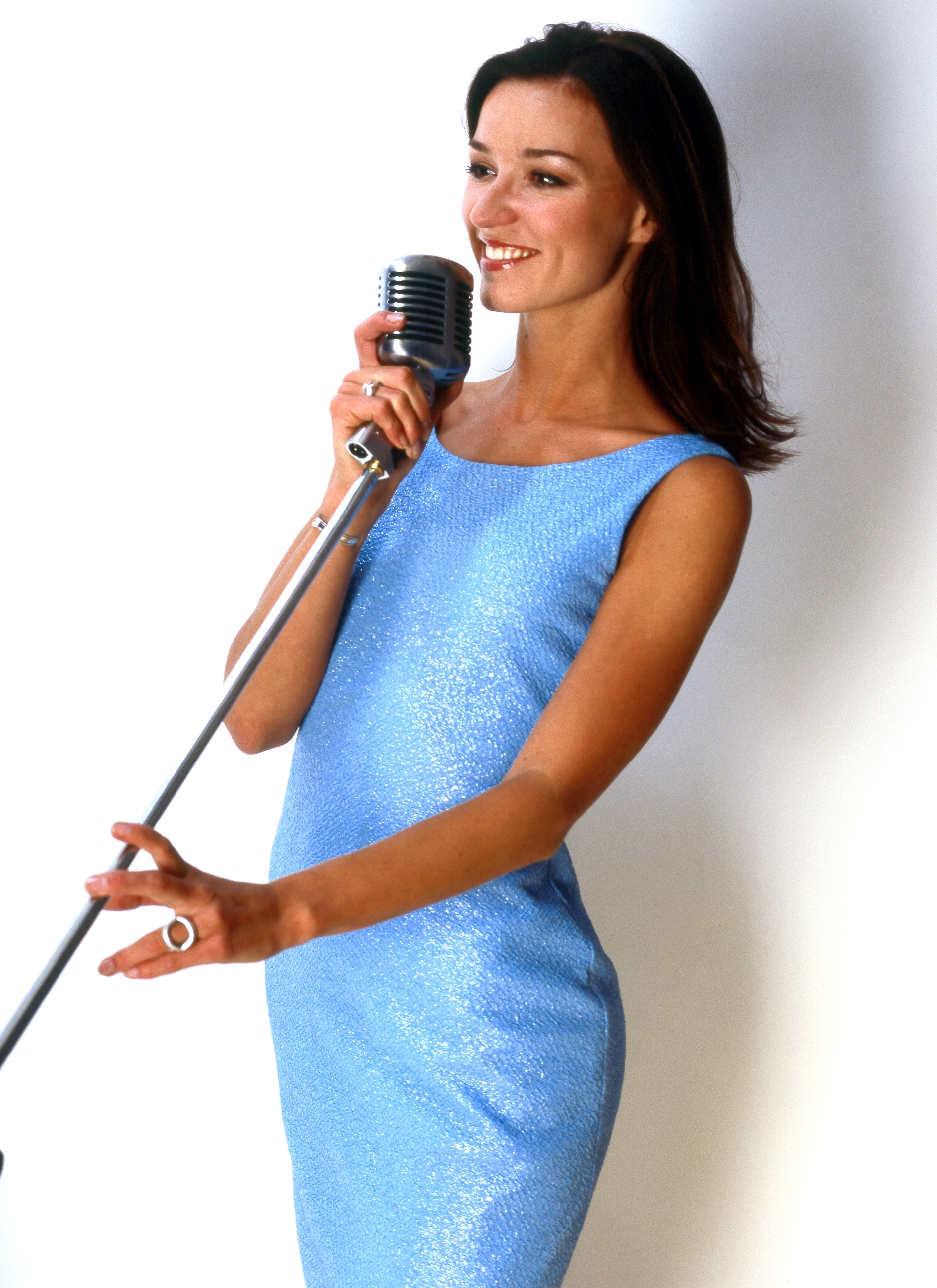
Marija Naumova, ganadora del Eirodziesma 2002, ganó el Festival de la Canción de Eurovisión 2002 como Marie N.

El Eirodziesma (Eurocanción en letón) o Dziesma era un festival de música organizado y emitido anualmente desde 2000 hasta 2014 por la televisión pública letona Latvijas Televizija. El ganador de este festival era elegido como representante de Letonia en el Festival de la Canción de Eurovisión. En el 2015, fue sustituido como preselección de Eurovisión por un nuevo formato titulado Supernova.

## Ganadores del Eirodziesma
| Año  | Canción             | Traducción                     | Artista            | Autor(es)                                                                                   | Puesto en Eurovisión |
| ---- | ------------------- | ------------------------------ | ------------------ | ------------------------------------------------------------------------------------------- | -------------------- |
| 2000 | My star             | Mi estrella                    | Brainstorm         | Renārs Kaupers                                                                              | 3                    |
| 2001 | Too much            | Demasiado                      | Arnis Mednis       | Arnis Mednis, Gustavs Terzens                                                               | 18                   |
| 2002 | I wanna             | Quiero                         | Marija Naumova     | Marija Naumova, Marats Samauskis                                                            | 1                    |
| 2003 | Hello from Mars     | Hola desde Marte               | F.L.Y.             | Mārtiņš Freimanis, Lauris Reiniks                                                           | 24                   |
| 2004 | Dziesma par laimi   | Una canción sobre la felicidad | Fomins & Kleins    | Tomass Kleins, Guntars Račs                                                                 | SF: 17               |
| 2005 | The war is not over | La guerra no ha terminado      | Walters and Kazha  | Mārtiņš Freimanis                                                                           | 5                    |
| 2006 | I hear your heart   | Oigo tu corazón                | Cosmos             | Reinis Sējāns, Andris Sējāns, Molly-Ann Leikin, Guntars Račs                                | 17                   |
| 2007 | Questa notte        | Esta noche                     | Bonaparti.lv       | Kjell Jennstig, Francesca Russo, Torbjorn Wassenius, Edijs Gņedovskis, Zigfrīds Muktupāvels | 16                   |
| 2008 | Wolves of the sea   | Lobos de mar                   | Pirates of the Sea | Jonas Liberg, Johan Sahlen, Claes Andreasson, Torbjörn Wassenius                            | 12                   |
| 2009 | Probka              | Atasco                         | Intars Busulis     | Karlis Lacis, Janis Elsbergs, Sergej Timofejev                                              | SF: 19               |
| 2010 | What for?           | ¿Para qué?                     | Aisha              | Jānis Lūsēns, Guntars Račs                                                                  | SF: 17               |
| 2011 | Angel in disguise   | Ángel disfrazado               | Musiqq             | Marats Ogļezņevs                                                                            | SF: 17               |
| 2012 | Beautiful song      | Hermosa canción                | Anmary             | Ivars Makstnieks, Rolandiņš                                                                 | SF: 16               |
| 2013 | Here we go          | Aquí vamos                     | PeR                | Ralfs Eilands, Arturas Burke                                                                | SF: 17               |
| 2014 | Cake to bake        | Pastel para hornear            | Aarzemnieki        | Guntis Veilands                                                                             | SF:13                |